# Leptacis sagittata
Leptacis sagittata (лат.) — вид платигастроидных наездников из семейства Platygastridae. Юго-Восточная Азия: Индонезия (остров Хальмахера). Название sagittata («стреловидный») относится к сильно заостренной метасоме.

## Описание
Мелкие перепончатокрылые насекомые (длина 1,2 мм). Отличаются следующими признаками: затылочный киль и нотаули отсутствуют; антенномер A9 самки едва равен ширине; длина переднего крыла в 2,5 раза больше ширины и с мелкими и плотными микротрихиями, краевые реснички в 1/7 ширины крыла; метасома самки с гладкими тергитами Т3-Т5, тергит Т6 скульптирован, его длина равна ширине. Основная окраска коричневато-чёрная: тело чёрное, антенномеры А1-А6 и ноги, включая тазики, светло-коричневые; A7-A10, мандибулы и тегулы темно-коричневые. Усики 10-члениковые. Очень отчётливый вид из-за формы щиткового шипа и тергита Т6. Вид был впервые описан в 2008 году датским энтомологом Петером Булем (Peter Neerup Buhl, Дания).